# Alexander Jenkins
Alexander Jenkins (* 1802; † 1864) war ein US-amerikanischer Politiker. Zwischen 1834 und 1836 war er Vizegouverneur des Bundesstaates Illinois.

## Werdegang
Die Lebensdaten von Alexander Jenkins sind nur unvollständig überliefert. Er lebte im Jackson County in Illinois und schloss sich politisch der Demokratischen Partei an. Er muss Jura studiert haben und amtierte später bis 1864, seinem Todesjahr, als Bezirksrichter in Cairo. Zwischenzeitlich nahm er auch an einigen Indianerkriegen teil.
1834 wurde Jenkins an der Seite von Joseph Duncan zum Vizegouverneur von Illinois gewählt. Dieses Amt bekleidete er zwischen dem 5. Dezember 1834 und seinem Rücktritt am 9. Dezember 1836. Dabei war er Stellvertreter des Gouverneurs. Sein Rücktritt, dessen Gründe nicht überliefert sind, erfolgte genau zur Halbzeit seiner eigentlichen Amtszeit. Anschließend war Jenkins Präsident der Illinois Central Railroad. Nach seinem Rücktritt als Vizegouverneur wurde der Präsident des Staatssenats, William H. Davidson, verfassungsgemäß sein kommissarischer Nachfolger.
Zwischen 1837 und 1838 war Jenkins Mitglied des Staatsvorstands der Demokraten in Illinois; im Jahr 1847 nahm er als Delegierter an einem Verfassungskonvent seines Staates teil. Er starb im Jahr 1864 und wurde in Carbondale beigesetzt.